# Pseudotrypauchen multiradiatus
Pseudotrypauchen multiradiatus är en fiskart som beskrevs av Hardenberg, 1931. Pseudotrypauchen multiradiatus ingår i släktet Pseudotrypauchen och familjen smörbultsfiskar. Inga underarter finns listade i Catalogue of Life.